# Madis Mihkels
Madis Mihkels   (Tartu, 31 de maig de 2003) és un ciclista estonià, professional des del 2020. Actualment corre a l'equip Intermarché-Circus-Wanty.
Com a cadet, menor de 17 anys, va destacar el 2019 en guanyar dues medalles d'or al Festival Olímpic de la Joventut Europea disputat a Bakú. Aquell mateix any es proclamà campió nacional de contrarellotge.
Com a júnior, menor de 19 anys, guanyà el Campionat d'Estònia de ciclocròs el 2019 i el 2020. El 2021 guanyà el Campionat d'Estònia júnior de ruta i de contrarellotge. Al final de la temporada va guanyar la medalla de bronze al campionat del món júnior en carretera que es va disputar a Flandes. El desembre de 2021 es va anunciar el seu fitxatge per l'equip Intermarché-Wanty-Gobert Matériaux per a les temporades 2023 i 2024, previ pas per l'equip Team Ampler-Tartu2024 durant el 2022.
El primer gran èxit a l'UCI Europa Tour fou una victòria d'etapa a la Volta a Estònia del 2022.

## Palmarès
- 2019
  -  Campió d'Estònia en contrarellotge cadet
  - Medalla d'or en ruta al Festival Olímpic de la Joventut Europea
  - Medalla d'or en contrarellotge al Festival Olímpic de la Joventut Europea
- 2021
  -  Campió d'Estònia en ruta júnior
  -  Campió d'Estònia en contrarellotge júnior
  - Vencedor de 2 etapes a l'One Belt One Road Nation's Cup
- 2022
  - Vencedor d'una etapa a la Volta a Estònia
- 2023
  - Vencedor d'una etapa a la Volta a Alemanya
- 2025
  -  Campió d'Estònia en ruta